# آلیس گلس
مارگارت آزبورن (به انگلیسی: Margaret Osborn؛ زادهٔ ۲۵ اوت ۱۹۸۸) که به‌طور حرفه‌ای با نام آلیس گلس (به انگلیسی: Alice Glass) شناخته می‌شود خواننده و ترانه‌سرای کانادایی می‌باشد. وی از بنیانگذاران گروه الکترونیک کریستال کاستلز و نیز خوانندهٔ اصلی این گروه بود که در سال ۲۰۱۴ حرفهٔ انفرادی خودرا شروع کرد. نخستین آلبوم انفرادی وی تحت عنوان طعمه//چهار در فوریهٔ سال ۲۰۲۲ منتشر گردید.